# Volo Aeroflot 411
Il volo Aeroflot 411 era un volo di linea internazionale dall'aeroporto di Mosca-Šeremet'evo, Unione Sovietica, a Freetown, in Sierra Leone, con scalo intermedio a Dakar, in Senegal. Il 6 luglio 1982, il quadrimotore Ilyushin Il-62 operante il volo si schiantò e fu distrutto da un incendio dopo che due motori erano stati spenti poco dopo il decollo. Tutti i 90 passeggeri e membri dell'equipaggio a bordo persero la vita nell'incidente.

## L'aereo
Il velivolo coinvolto era un Ilyushin Il-62M, con registrazione CCCP-86513. Il suo primo volo fu nel novembre 1980 e aveva accumulato poco più di 4 800 ore di volo prima dell'incidente. I quattro motori dell'Il-62 sono montati in coppia, su piloni su entrambi i lati della parte posteriore della fusoliera.

## L'incidente
L'aereo decollò dall'aeroporto Šeremet'evo di Mosca alle 00:33 con 80 passeggeri e 10 membri dell'equipaggio a bordo. In pochi secondi suonò in cabina di pilotaggio l'avviso di incendio del motore n.1. L'equipaggio lo spense e scaricò gli estintori. Meno di un minuto dopo suonò anche l'avviso di incendio del motore n.2 e l'equipaggio spense anche quello. I piloti virarono per tornare all'aeroporto Šeremet'evo, ma dopo l'arresto del secondo motore si trovavano solo a un'altitudine di circa 520 piedi (160 m) e una velocità di 170 nodi (310 km/h). Nonostante gli sforzi per mantenerlo in volo, l'aereo perse gradualmente altezza e velocità fino a stallare a circa 246 piedi (75 m) dal suolo. Si schiantò poi in una zona umida boscosa a 1,5 chilometri a est della città di Mendeleevo e 11,4 chilometri a nord-ovest dell'aeroporto di Šeremet'evo, meno di tre minuti dopo il decollo. Un passeggero della Sierra Leone sopravvisse allo schianto iniziale e al successivo incendio, ma morì la sera dell'8 luglio.

## Le indagini
L'esame post-incidente dei motori non rilevò danni pre-incidente o segni di incendio in volo: gli avvisi di incendio erano falsi. Il sistema di allarme antincendio era stato quasi completamente distrutto dallo schianto e dall'incendio e non fu possibile determinare il motivo dei falsi allarmi; tra il 1975 e la data dell'incidente c'erano stati nove casi segnalati di perdite di aria che avevano causato l'attivazione di falsi allarmi di incendio su alcuni Ilyushin Il-62.
L'indagine permise di appurare che era impossibile per l'aereo mantenere l'altitudine con due motori con i flap impostati per il decollo e con il suo peso di 164 514 chilogrammi, che era vicino al peso massimo al decollo per un Il-62. Non vennero riscontrati errori nelle azioni dei piloti, che non avevano potuto effettuare un atterraggio forzato a causa dell'oscurità e delle aree urbane al suolo sottostante. L'inchiesta rivelò che i piloti avevano seguito le corrette procedure di volo; tuttavia non c'era alcuna procedura nel manuale di volo per coprire la situazione in cui si trovavano.